# 無跋無刊記整版本源氏物語
無跋無刊記整版本源氏物語（むばつむかんきせいはんぼんげんじものがたり）とは、源氏物語の版本の一つ。

## 概要
江戸時代初期に刊行されたもので、時代的には古活字本による刊行が終わり整版本による刊行が始まった時期の最初のものである。本書の出版時期について、川瀬一馬は「寛永の末年か、あるいはその少し後くらい」とし、清水婦久子は「寛永正保頃（1624年 - 1648年）」とした。刊記も跋文も持たない整版本の源氏物語であることから「無跋無刊記整版本」または「無刊記整版本」の名称で呼ばれている。刊記も跋文も持たないことから出版に致る事情についてはほとんど不明である。装幀も概ね簡素なものであるが、大阪府立大学蔵本のようにまれに流麗な表紙を持つものもある。源氏物語の本文のみを内容としており、後の絵入源氏物語のように挿絵も持たず、首書源氏物語や湖月抄のように注釈も持たない。また後の整版本では普通に行われているような振り仮名・濁点・句読点の付与といったものが全く行われておらず、この点でも整版本よりは古活字版に近いものとなっている。

## 本文
この版本の本文は、他の多くの源氏物語の版本と同様に青表紙本の系統、さらには三条西家本の系統に属するものであるということが出来る。しかしながらより詳細に調べてみると、伝嵯峨本・首書源氏物語・湖月抄といった主流となった版本の本文とは少し異なったものであり、元和本・この無跋無刊記整版本・版本万水一露で共通の特性を持った一群をなしている。清水婦久子は、この版本の本文が1653年（承応2年）に松永貞徳の跋文を付けて刊行された「版本『万水一露』」のものとほぼ一致することから、この無跋無刊記整版本もまた松永貞徳またはその門人たちの手によるものではないかと推測している。